# Helicoma muelleri
Helicoma muelleri är en svampart som beskrevs av Corda 1837. Helicoma muelleri ingår i släktet Helicoma och familjen Tubeufiaceae.   Inga underarter finns listade i Catalogue of Life.